# Sankt Roman
Sankt Roman là một đô thị thuộc huyện Schärding thuộc bang Oberösterreich, Áo. Đô thị Sankt Roman có diện tích 32 km², dân số thời điểm năm 2006 là 1803 người.